# دیوید تابور
 دیوید تابور (انگلیسی: David Tabor؛ زاده ۲۳ اکتبر ۱۹۱۳ درگذشته ۲۶ نوامبر ۲۰۰۵) یک دانشمند اهل بریتانیا بود.